# سبك بالشمع الضائع

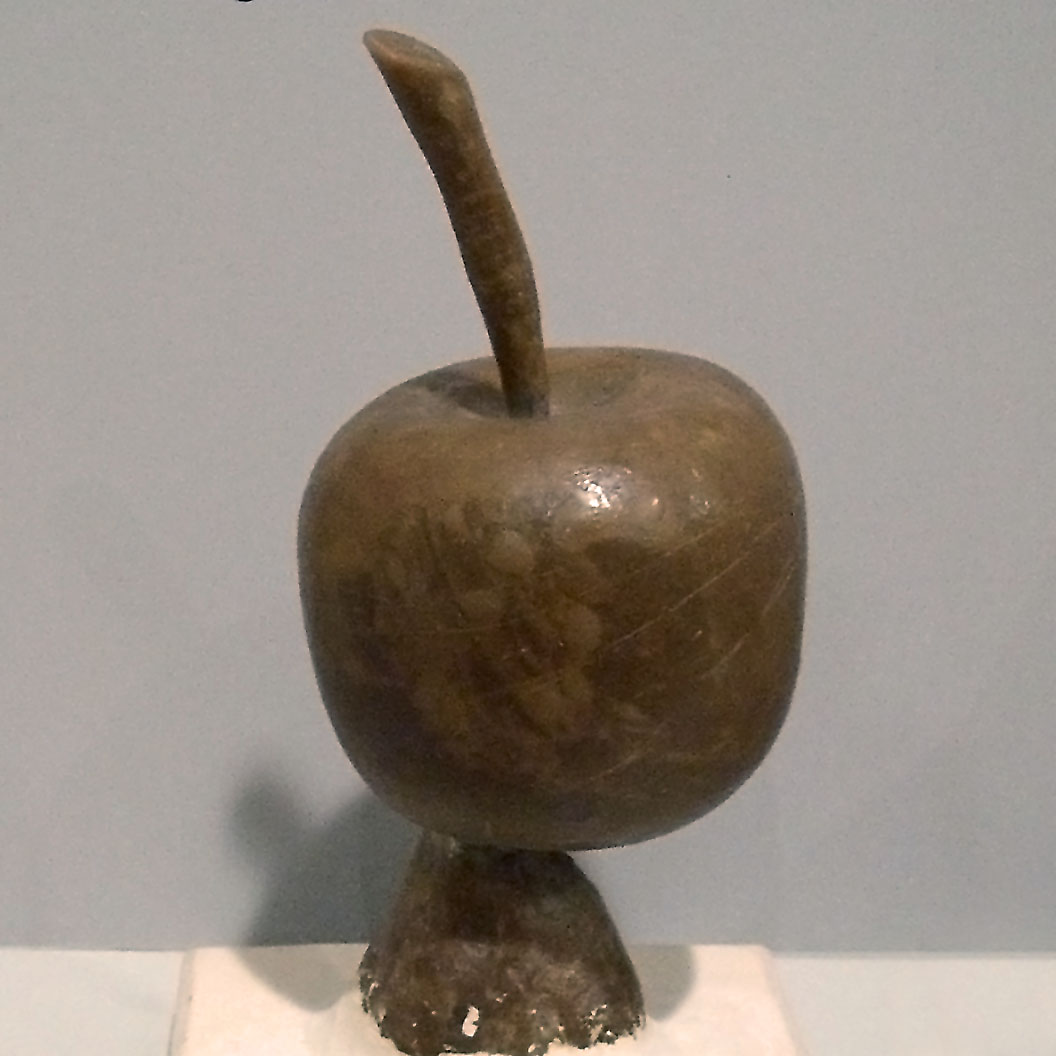
النسخة الأصلية للعمل المنوي إستنساخه

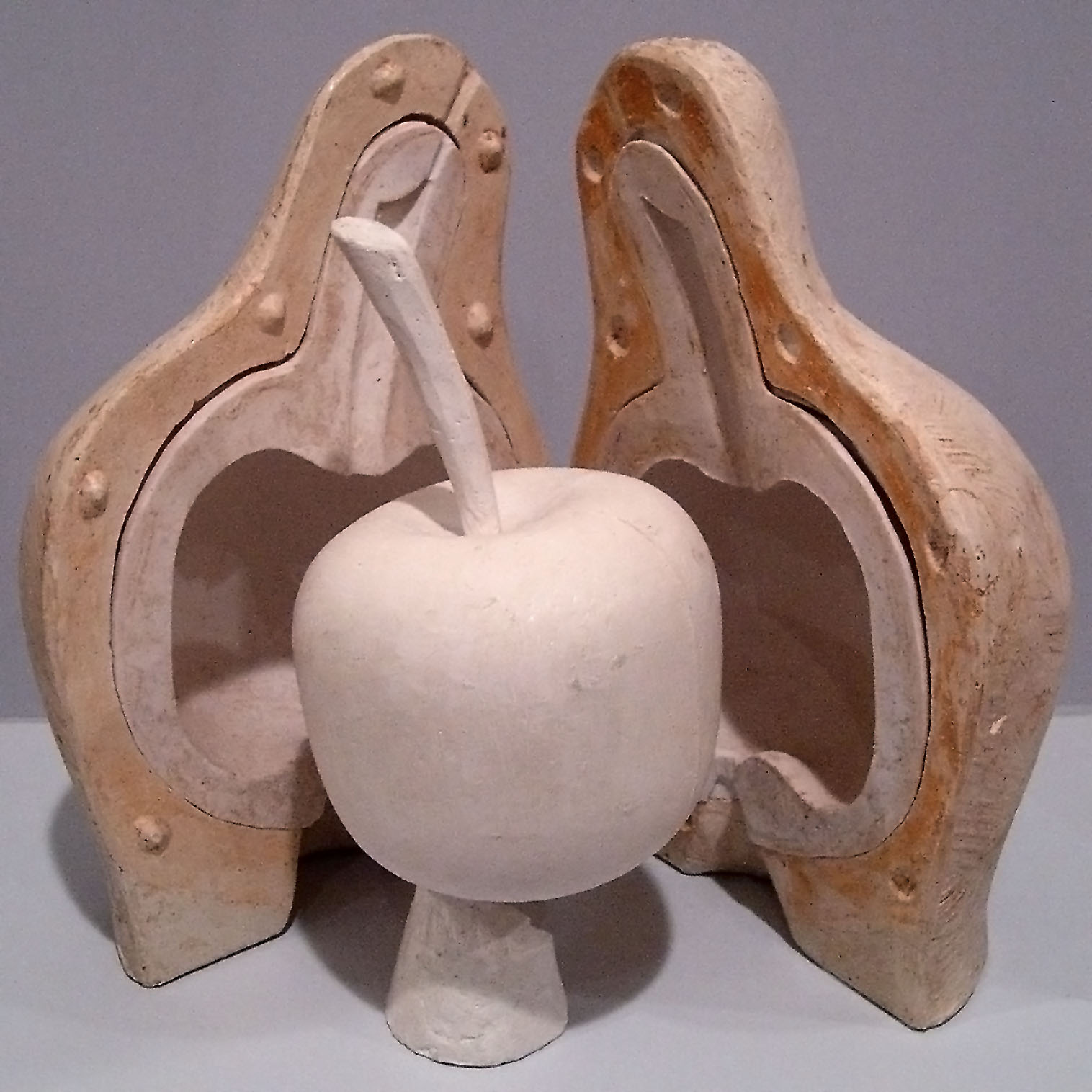
نسخة مطاطية للمنحوتة الأصلية (تفاحة) وقالب الجبصين المطابق لها.

السَّبْكُ بالشمع الضائع أو السبك بالشمع المفقود هي عملية لسبك المعدن (فضة، أو ذهب، أو نحاس أصفر، أو برونز) لصناعة منحوتة مطابقة لمنحوتة أصلية لفنان ما. تُصنّع الأشكال المعقدة بهذة الطريقة. في المجال الصناعي تسمى العملية بالسبك الدقيق. الطريقة قديمة جدًا وتختلف اليوم بين معمل وآخر ولكن الخطوات الأساسية تبقى نفسها. يمكن العثور على دلائل استخدام هذه الطريقة في الهند منذ حوالي 5000 سنة.
تعد عملية السبك بالشمع الضائع مثل عملية سبك في القوالب الرملية ولكن بدلًا من وضع نموذج خشبي أو بلاستيكي يوضع هنا النموذج من الشمع وعند عملية الصب ينصهر الشمع ويدخل في المسافات البينية للمسبوك، هذه العملية تتم عن طريق عدة خطوات أولها عمل نموذج من الشمع، ثم تكوين شجرة على 40 أو 100 أو 150 نموذج وتغمر الشجرة في مادة سيراميكية لتكوين قشرة عليها، ثم تغطى الشجرة بعجينة حرارية، وتدخل الفرن وترفع درجة الحرارة إلى 150 أو 200 درجة حتى ينصهر الشمع وترفع درجة الحرارة الكلية إلى 900 درجة لتحسين الخواص الميكانيكية للقشرة، ثم تقلب الشجرة ويصب المعدن المنصهر، وأخيرًا تكسير القشرة وتهذيب المنتجات.